# شو ناکاجیما
شو ناکاجیما (انگلیسی: Shu Nakajima; ۱۸ آوریل ۱۹۴۸ – ۶ ژوئیهٔ ۲۰۱۷) هنرپیشه اهل ژاپن بود.
او در فیلم برای پایان دادن به تمام جنگ‌ها بازی کرده است.